# Nicole Forrester
Nicole Forrester, född 17 november 1976, är en friidrottare från Kanada. Hon deltog vid olympiska sommarspelen 2008.